# ميخائيل نورتن (متزحلق جبال الألب)
ميخائيل نورتن (بالإنجليزية: Michael Norton)‏ هو متزحلق جبال الألب أسترالي، ولد في 22 أبريل 1964، وتوفي في 22 أغسطس 1996 في ملبورن في أستراليا.